# Maurolycus (inslagkrater)
Maurolycus is een inslagkrater in het zuidelijk gedeelte van de naar de Aarde toegekeerde kant van de Maan.

## Beschrijving
Maurolycus is een geprononceerde en duidelijk waarneembare inslagkrater met diameter 114 kilometer en brede, ruwe wanden waarin talrijke groeven, valleien en kratertjes voorkomen. Op de noordwestelijke kam liggen de krater Maurolycus F en het kratertje Maurolycus T, op de zuidwand ligt de polygonaalvormige krater Maurolycus A met puinruggen op de bodem, op de oostkam bevindt zich het kratertje Mauroycus R en aan de voet van de zuidoostelijke binnenwand het kratertje Maurolycus W. Behalve het noordoostelijk deel dat bezaaid is met kratertjes, heuvels, en korte ruggen, is de bodem van Maurolycus vlak. Het bodem-wand contact is heuvelachtig. De meest opvallende kraters op de bodem zijn Maurolycus J, Maurolycus L, Maurolycus M en Maurolycus N. Verder komt op de bodem nog een centraal gelegen bergcomplex voor. Maurolycus heeft zich haast volledig ingewerkt in een zuidelijk gelegen oudere formatie. Deze oudere formatie had in zijn oorspronkelijke volledige vorm een iets kleinere diameter dan deze van Maurolycus. Mede door de aanwezigheid van deze gedeeltelijk overlapte oudere formatie is het systeem Maurolycus een vrij gemakkelijk herkenbare oppervlakteformatie voor maanwaarnemers met amateurtelescopen.

## Locatie
De walvlakte Maurolycus ligt in het sterk bekraterde zuidelijke gebied ten oosten van de stralenkrater Tycho en ten westen van de onregelmatig gevormde walvlakte Janssen. Maurolycus is in uurwijzerszin omringd door de kraters Gemma Frisius (ten noorden), Buch en Büsching (ten noordoosten), Nicolai (ten oosten), Barocius (ten zuidoosten), Clairaut (ten zuiden), Licetus (ten zuidwesten), Faraday (ten westzuidwesten), Stöfler (ten westen), Fernelius (ten westnoordwesten) en Kaiser (ten noordwesten).

## Naamgeving
De benaming Maurolycus is afkomstig van Giovanni Battista Riccioli en is vernoemd naar de Italiaanse monnik en wiskundige Francesco Maurolico (1494-1575). Eerder gaven Michael van Langren en Johannes Hevelius er respectievelijk de benamingen Estensis D. Mutinae  en Mons Calchastan  aan.

## Walter Goodacre'skorte kloof
De Britse zakenman en amateur astronoom Walter Goodacre (1856-1938) nam ten westen van Maurolycus een korte kloof waar, en vermeldde deze formatie in het maanappendix van T.W.Webb's Celestial Objects for Common Telescopes, Volume One: The Solar System:
Between Maurolycus and Stöfler I see a short cleft, a very unusual object in this portion of the moon's surface .

## Moeilijke zichtbaarheid gedurende volle maan
Net zoals veel kraters in de buurt van de stralenkrater Tycho is ook Maurolycus gedurende volle maan relatief moeilijk om op te sporen. De stralenkrans in de wijde omgeving rond Tycho doet de andere kraters verdwijnen. Enkel de kleinere komvormige kratertjes met hoog albedo, zoals Nicolai A ten oosten van Maurolycus, kunnen onder deze omstandigheden nog worden herkend.